# Olli Laiho
Olli Laiho (né le 18 février 1943 à Savonlinna, mort le 31 mai 2010 à Helsinki) est un gymnaste finlandais.

## Carrière sportive
Il remporte la médaille d'argent à l'agrès du cheval d'arçon lors des Jeux olympiques de 1968.